# Villarejo de Fuentes
Villarejo de Fuentes ist ein zentralspanischer Ort und eine Gemeinde (municipio) mit 400 Einwohnern (Stand: 2024) in der Provinz Cuenca in der Autonomen Region Kastilien-La Mancha. 

## Lage und Klima
Villarejo de Fuentes liegt etwa 60 Kilometer südwestlich von Cuenca in einer Höhe von ca. 860 m.
Villarejo de Fuentes besitzt ein gemäßigt warmes Klima. Die Jahresdurchschnittstemperatur beträgt 13,8 °C. Das ganze Jahr über fällt Niederschlag (insgesamt 522 mm).

## Bevölkerungsentwicklung
| Jahr      | 1970 | 1981 | 1991 | 2001 | 2011 | 2021 |
| Einwohner | 1376 | 1088 | 915  | 744  | 632  | 412  |

## Sehenswürdigkeiten
- Burganlage (Castillo de Fuentes)
- Magdalenenkirche (Iglesia de Santa María Magdalena)
- Marienkapelle

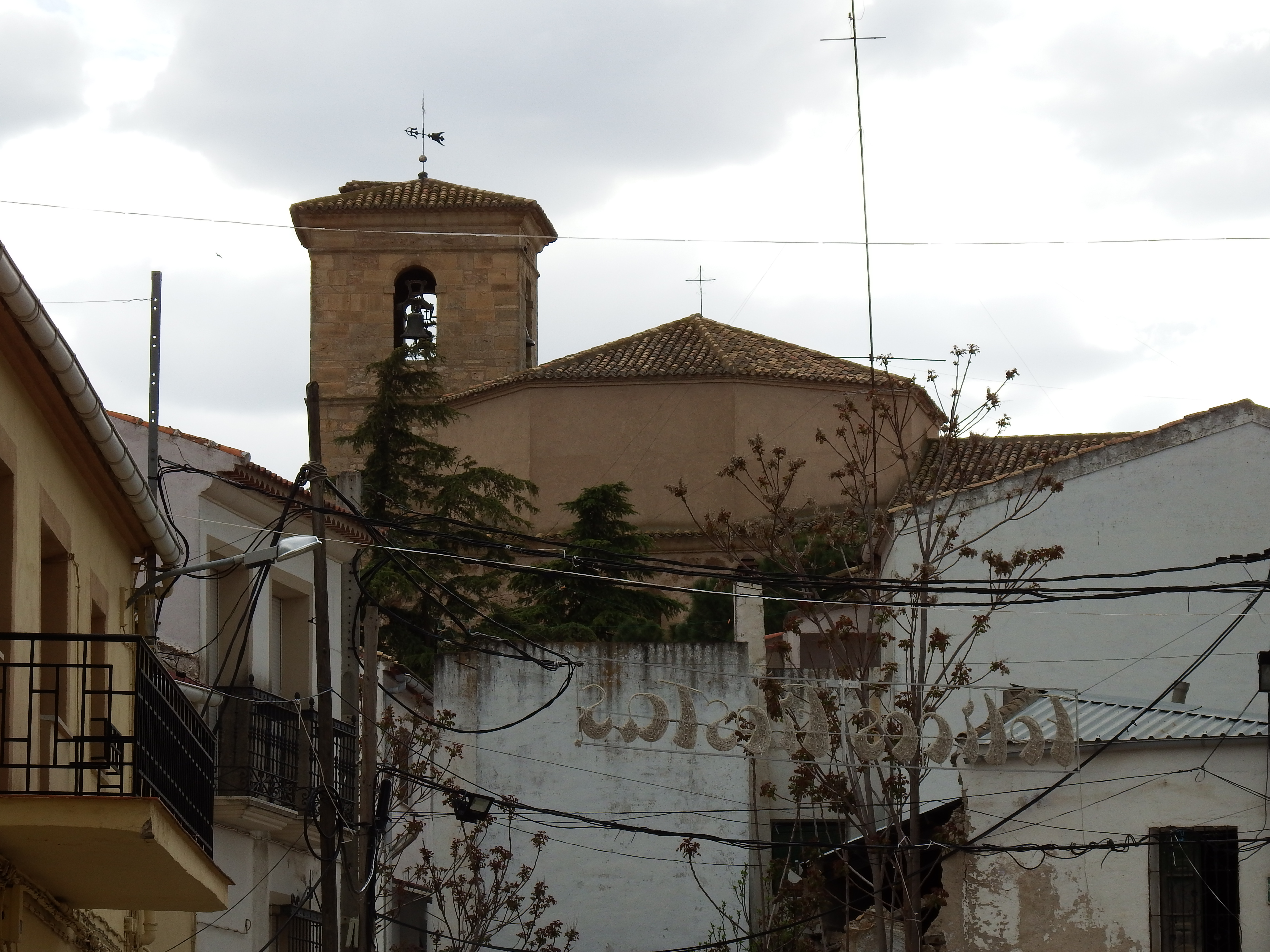
Magdalenenkirche
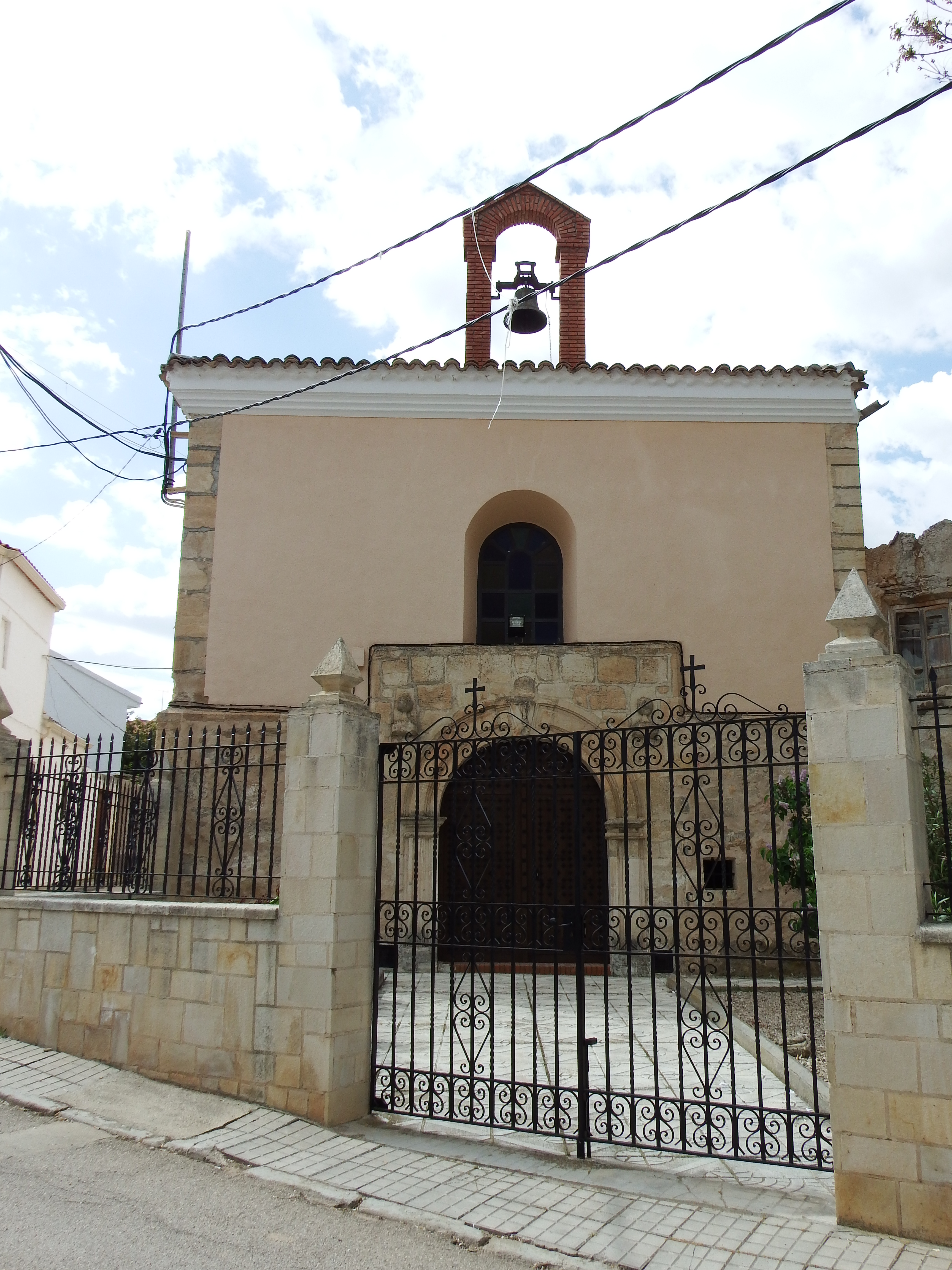
Marienkapelle
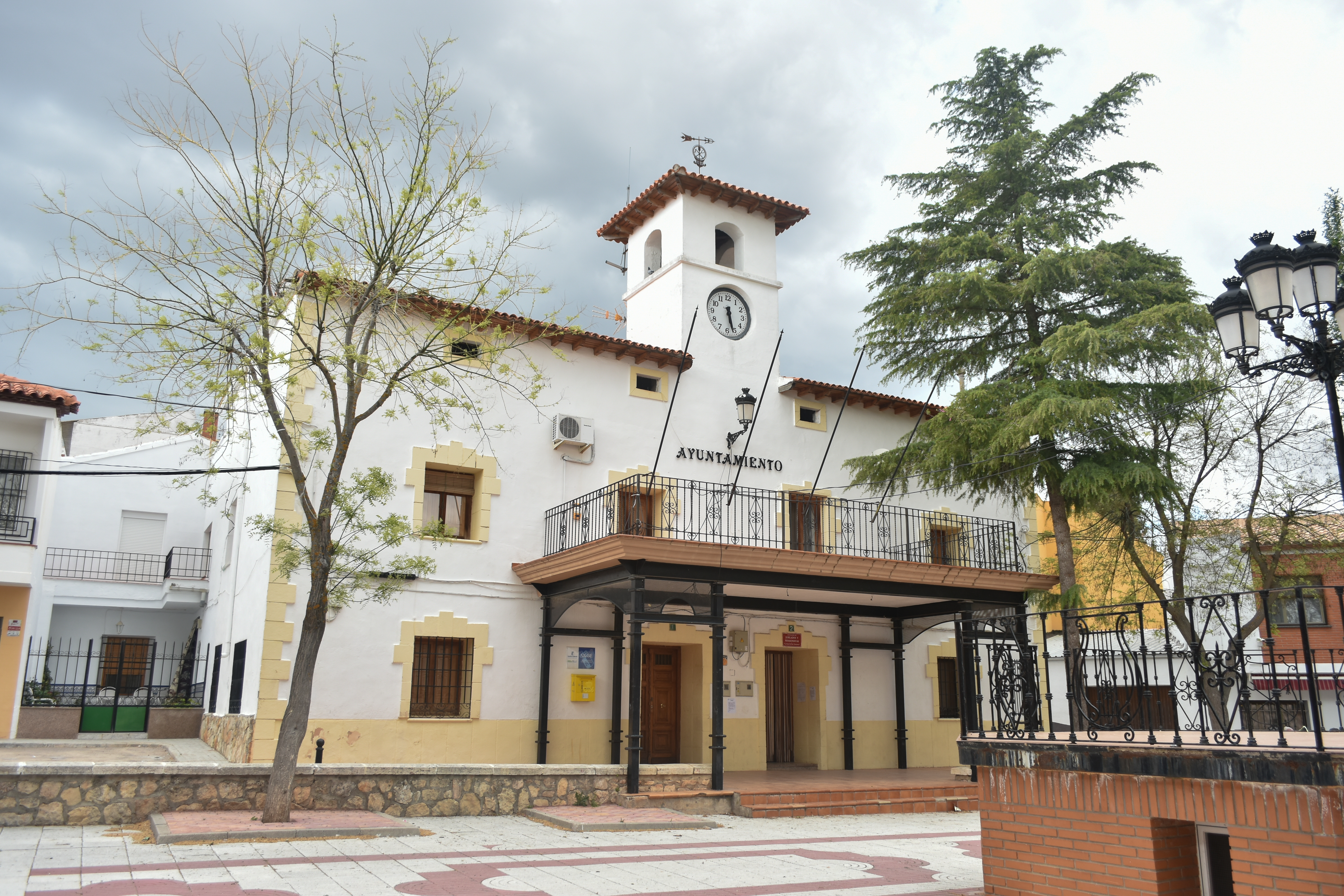
Rathaus